# Heaven'z Movie
Albums de Bizzy Bone
The Gift
(2001)
Heaven'z Movie est le premier album studio de Bizzy Bone, sorti le 6 octobre 1998.
L'album s'est classé 2e au Top R&B/Hip-Hop Albums et 3e au Billboard 200 et a été certifié disque d'or par la Recording Industry Association of America (RIAA) le 6 novembre 1998.

## Liste des titres
| No  | Titre                                                                                            | Contient un (des) sample(s) de                                 | Durée |
| --- | ------------------------------------------------------------------------------------------------ | -------------------------------------------------------------- | ----- |
| 1.  | Roll Call (Produit par Nina et Dave Paisley)                                                     |                                                                | 0:53  |
| 2.  | Thugz Cry (Produit par Johnny J)                                                                 | My Eyes Adored You de Frankie Valli When Doves Cry de Prince   | 3:45  |
| 3.  | Marchin' on Washington (Produit par Mafisto)                                                     |                                                                | 0:58  |
| 4.  | Yes Yes Y'All (Produit par Johnny J)                                                             | Love Gonna Pack Up (And Walk Out) des Persuaders               | 0:58  |
| 5.  | Menensky Mobbin' (Produit par Mafisto et Mike Smoov)                                             |                                                                | 3:55  |
| 6.  | Waitin' for Warfare (featuring H.I.T.L.A.H. Capo Confuscious – Produit par Erik « E » Nordquist) | Sunglasses at Night de Corey Hart                              | 5:46  |
| 7.  | Mr. Majesty II (featuring Mr. Majesty – Produit par B.B. Gambini et Mike Smoov)                  |                                                                | 4:20  |
| 8.  | Brain on Drugs (Produit par Mafisto)                                                             |                                                                | 1:07  |
| 9.  | On the Freeway (featuring Cat Cody – Produit par Cat Cody)                                       |                                                                | 4:36  |
| 10. | Demons Surround Me (Produit par B.B. Gambini et Mike Smoov)                                      |                                                                | 2:49  |
| 11. | (The Roof Is) On Fire (Produit par B.B. Gambini et Mike Smoov)                                   | The Roof Is on Fire de Rock Master Scott and the Dynamic Three | 3:33  |
| 12. | Nobody Can Stop Me (Produit par Johnny J)                                                        | If Only You Knew de Patti LaBelle                              | 4:03  |
| 13. | Social Studies (Produit par Mafisto)                                                             |                                                                | 11:44 |